# Coffeeville (Alabama)
Pour l’article homonyme, voir Coffeeville (Mississippi).
Coffeeville est une ville du comté de Clarke, en Alabama, aux États-Unis,. Elle est située en bordure de la rivière Tombigbee, au coin sud-ouest de l’État.
Les premiers colons s'installent dans la région de Coffeeville, dès la fin du XVIIIe siècle. En 1808, la colonie, s'appelle Murrell's Landing, en l'honneur du colonel William Murrell (en). En 1819, la ville est renommée Coffeeville, en référence au général John Coffee, héros de la guerre Creek de 1813 à 1814. La ville est incorporée en 1938.

## Démographie
| 1870 | 1880 | 1940 | 1950 | 1960 | 1970 | 1980 | 1990 |
| ---- | ---- | ---- | ---- | ---- | ---- | ---- | ---- |
| 280  | 104  | 250  | 211  | 250  | 441  | 448  | 431  |

| 2000 | 2010 | - | - | - | - | - | - |
| ---- | ---- | - | - | - | - | - | - |
| 360  | 352  | - | - | - | - | - | - |

## Source de la traduction
- (en) Cet article est partiellement ou en totalité issu de l’article de Wikipédia en anglais intitulé « Coffeeville, Alabama » (voir la liste des auteurs).